# Le Cardinal Fernando Niño de Guevara
Le Cardinal Fernando Niño de Guevara est un portrait peint par El Greco en 1600, représentant le cardinal Fernando Niño de Guevara (1541-1609). 
Le tableau est conservé dans les collections du Metropolitan Museum of Art à New York.

## Expositions
Ce tableau a été présenté au public à Paris, à l'exposition Greco du Grand Palais, du 16 octobre 2019 au 10 février 2020.

## Postérité
Le portrait du Cardinal Fernando Niño de Guevara apparait dans plusieurs tableaux du peintre Herman Braun-Vega comme une présence inquiétante. Dans le tableau El poder se nutre de dogmas, en accompagnant le portrait d'Innocent X, il évoque aussi pour Braun-Vega l'influence d'El Greco sur Vélasquez.